# Kościół Olausa Petriego w Örebro
Kościół Olausa Petriego w Örebro (szw. Olaus Petri kyrka, Örebro) – kościół parafialny ewangelicko-luterańskiego Kościoła Szwecji, położony w Örebro, w parafii Olaus Petri församling, należącej do diecezji Strängnäs. Jest dedykowany średniowiecznemu reformatorowi religijnemu, Olausowi Petriemu.
Kościół Olausa Petriego ma status zabytku sakralnego według rozdz. 4 Kulturminneslagen (pol. Ustawa o ochronie zabytków) ponieważ został wzniesiony przed końcem 1939 roku (3 §). Jest wpisany pod numerem 21300000003499 do rejestru zabytków Bebyggelseregistret prowadzonego przez Riksantikvarieämbetet.
Stylowo kościół nawiązuje do typu trzynawowej bazyliki, charakterystycznej dla XIII-wiecznej architektury cysterskiej. Jego mury utrzymane są w stylu romańskim, natomiast ostrołukowe okna i urządzenie wnętrza – w gotyckim. Kościół jest zaliczany do najważniejszych dzieł historyzującego romantyzmu na terenie Szwecji.

## Historia
Położony przy Storgatan kościół został zbudowany w latach 1908–1912. Jego projekt wykonał Adolf Kjellström we współpracy z Axelem Hermanem Häggiem. Neogotycki styl, który charakteryzuje wygląd zewnętrzny kościoła, należy w rzeczywistości do XIX wieku. Wnętrze ma styl wczesnogotycki z lekko ostrołukowym sklepieniem, ale część wystroju wnętrza kościoła (w tym ołtarz) wykonano też w stylu neogotyckim. Kluczową rolę w powstaniu kościoła odegrał Adolf Kjellström, architekt urodzony i działający w Örebro.

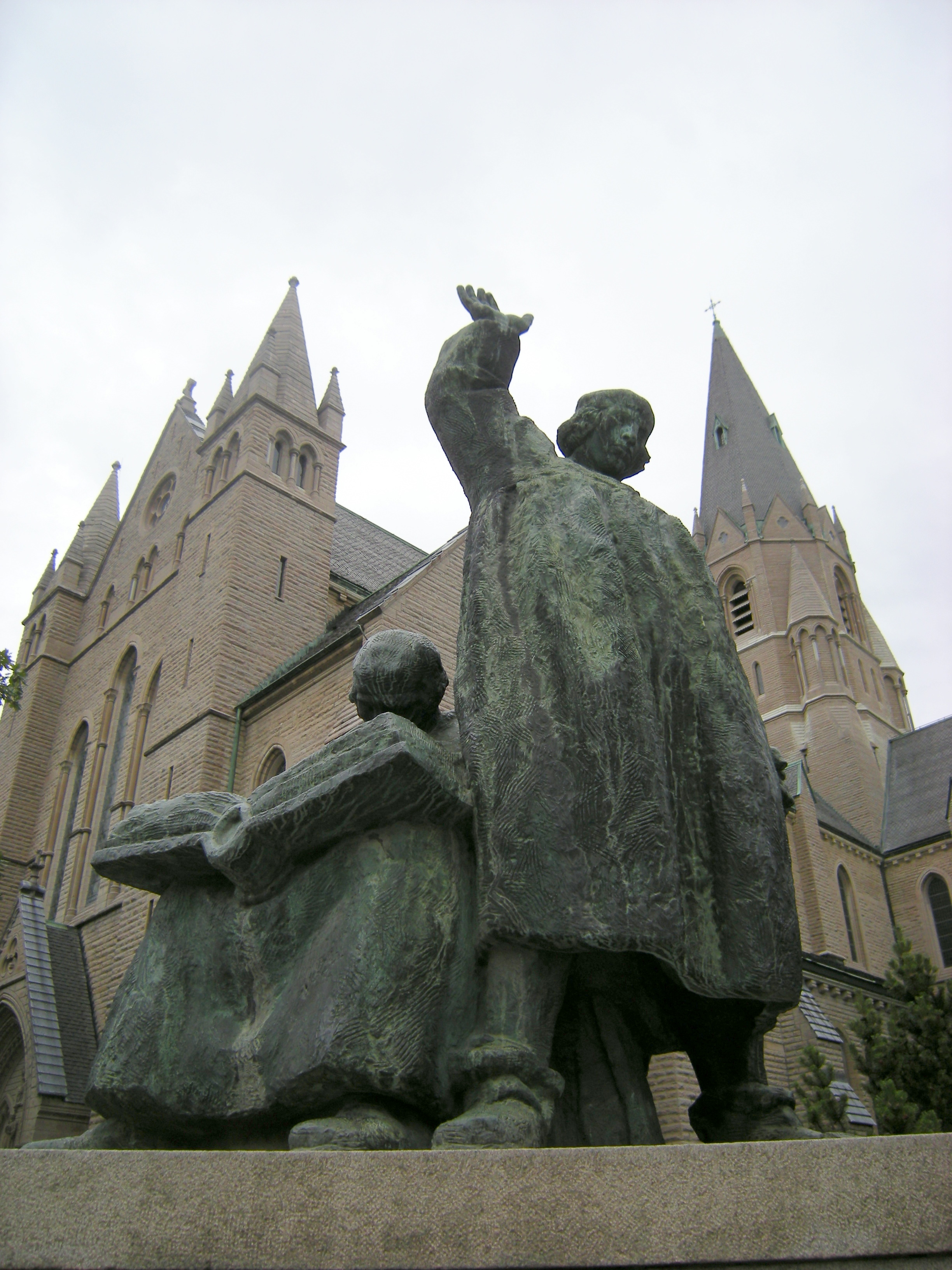
Posąg braci Olausa i Laurentiusa Petri przed kościołem

Przed wejściem do kościoła znajduje się rzeźba z brązu z 1935 roku, wykonana przez Nilsa Sjögrena, przedstawiająca braci Olausa i Laurentiusa Petri, którzy wychowali się w Örebro. Olaus Petri i jego młodszy brat, Laurentius byli uczniami Marcina Lutra. W jego duchu wprowadzili sprawowanie nabożeństw w języku narodowym (szwedzkim), zamiast dotychczas używanej łaciny i przetłumaczyli Biblię z łaciny na szwedzki. Olaus był przez wiele lat doradcą, a później kanclerzem króla Gustawa I Wazy, Laurentius natomiast został pierwszym reformacyjnym arcybiskupem Szwecji, a w 1571 roku napisał nową Ordynację Kościelną (kyrkoordningen).
19 kwietnia 1907 roku komitet budowlany podjął decyzję o dedykowaniu projektowanego kościoła Olausowi Petriemu; w ten dzień przypadała bowiem rocznica jego śmierci (19 kwietnia 1552).
Prace przygotowawcze Adolf Kjellström i Axel Herman Hägg rozpoczęli około 30 lat wcześniej. Hägg w 1856 roku przeniósł się do Szkocji. Kształcił się w dziedzinie budownictwa okrętowego, ale wkrótce bliżej zainteresował się architekturą, koncentrując się w późniejszym okresie na architekturze sakralnej. Od 1867 roku pracował jako ilustrator architektoniczny, i jako taki stał się jednym z najzdolniejszych w Anglii. Pracował w technice akwareli, ale stał się też znany jako rytownik. W 1868 roku Hägg i Kjellström spotkali się w Londynie; było to ich pierwsze spotkanie i zarazem początek ich trwającej całe życie przyjaźni i współpracy na polu architektury. Kjellström odbył kilka podróży do Anglii, gdzie duże wrażenie wywarł na nim angielski neogotyk. Interesował się bardzo wykorzystaniem kamienia naturalnego, głównie wapienia w swych budynkach, które okazały się ważne dla szwedzkiej architektury. Kjellström studiował w Instytucie Technologicznym w Sztokholmie, a po powrocie w 1855 roku do Örebro rozpoczął w 1859 roku działalność pedagogiczną ucząc architektury, geometrii i rysunku. W latach 1880–1887 prowadził własny warsztat kamieniarski w Örebro. Zdobył unikalną wiedzę, zwłaszcza na temat wspólnego wykorzystania kamienia i cegły.
Jako architekt Kjellström był związany z trzema głównych projektami sakralnymi: kościołem św. Mikołaja i kościołem Olausa Petriego w Örebro oraz kościołem we Flodafors (Södermanland). Pierwszy z tych kościołów odrestaurował w latach 1863–1900, a ostatni w latach 1885–1888 wspólnie z Häggiem. W architekturze miasta Örebro Kjellström zaznaczył swoją obecność także w kilku innych projektach inspirowanych angielskim neogotykiem, takich jak: przebudowa starej szkoły przy kościele św. Mikołaja na obecną plebanię, Pumphuset przy Våghustorget oraz własny dom przy Nygatan 51.
Pierwotny projekt kościoła został ukończony już w 1896 roku, ale plany w formie drukowanej ukazały się dopiero w 1903 roku. 6 listopada 1908 roku rozpoczęto prace budowlane a w czwartą niedzielę Adwentu 1912 roku kościół Olausa Petriego w Örebro został poświęcony.
Niezwykłe w stylu kościoła Olausa Petriego jest to, że jego architektura nie jest związana z czasem jego budowy. Kjellström i Hägg zaprojektowali i zbudowali kościół na w stylu neogotyckim, właściwym dla XIX wieku.
Pierwotne malowidła na sklepieniu wykonał w 1912 roku C. W. Pettersson.
W 1938 roku przeprowadzono pod kierunkiem Erika Fanta renowację świątyni w duchu panującego wówczas funkcjonalizmu; usunięto pierwotne malowidła ścienne (te obecnie istniejące są rekonstrukcją). W 1955 roku do północnego ramienia transeptu dobudowano według projektu Erika Fanta kaplicę modlitewną, zwaną kaplicą Mistrza Larsa (Mäster Larskapellet). Malowidła w prezbiterium wykonano według projektu Almqvista podczas renowacji świątyni przeprowadzonej pod kierunkiem Jerka Altona w latach 1986–1987; przywrócono wówczas pierwotne malowidła ścienne.
W 2009 roku kompleksowemu remontowi poddano wieżę kościoła. Uzupełniono spoiny łączące cegły, zasklepiono pęknięcia i ubytki w murze, wymieniono 3 zwietrzałe kolumny na nowe, identyczne w formie oraz naprawiono okna.

## Architektura

### Wygląd zewnętrzny
Materiałem budowlanym była cegła; z zewnątrz kościół obłożono wapieniem, a wewnątrz otynkowano. Kościół został wzniesiony na planie krzyża łacińskiego z prostokątnym, trzynawowym korpusem w formie bazyliki, transeptem i prezbiterium na wschodzie. Wieża wznosi się nad skrzyżowaniem naw. Kościół ma misterne sklepienie, wspierane przez kolumny z rzeźbionymi kapitelami. Wnętrze zostało zaprojektowane we wczesnym stylu gotyckim, który pojawił się we Francji w XII wieku i rozpowszechnił się w Europie za pośrednictwem nowo powstałego zakonu cystersów. Cystersi zakładali swoje klasztory w pobliżu pustkowi, które następnie zagospodarowali. W XII wieku pojawili się także do Szwecji, gdzie założyli 14 nowych klasztorów (licząc w obecnych granicach tego kraju), w tym klasztor w Alvastrze (1143) i klasztor Riseberga w Närke (1195–1200), oba obecnie w ruinie oraz zachowany w dobrym stanie kościół klasztorny w Varnhem (1150–1260). Ten ostatni był wyraźnym źródłem inspiracji dla projektu wnętrza kościoła Olausa Petriego; jego forma zewnętrzna powstała natomiast pod wpływem angielskiego neogotyku, co wyraża się w ostrołukowych formach, widocznych na przykład w portalach po stronie zachodniej i południowej. Wykonana z wapienia 53-metrowa wieża zwieńczona jest spiczastym hełmem pokrytym łupkiem.

### Wystrój wnętrza
Umieszczona przy wejściu kościoła chrzcielnica podkreśla znaczenie sakramentu chrztu jako momentu narodzenia się człowieka do życia chrześcijańskiego. Z kolei umieszczenie ambony z Biblią na środku kościoła przypominać ma o centralnym miejscu Bożego Słowa w życiu. Krucyfiks triumfalny z 1935 roku, zaprojektowany przez architekta Knuta Nordenskjölda, przedstawia Jezusa, który przez swoją śmierć na krzyżu otwiera drogę do nieba. Stylistycznie krucyfiks ten nawiązuje do średniowiecznej sztuki złotniczej, z wyraźną inspiracją z terenu Gotlandii
Ołtarz mieści się wewnątrz pozłacanego obramowania i został zaprojektowany przez Kjellströma w stylu neogotyckim. Nastawę ołtarzową wyrzeźbił z dębu O. Beckström w 1912 roku, a pomalował i pozłocił w latach 1915–1917 Bror Drake. Figury ołtarzowe wyrzeźbił w dębie według wzorca angielskiego Eugén Hammarberg. Środkowa figura przedstawia Chrystusa Zmartwychwstałego, po którego bokach umieszczono postacie świętych. Wysoko ponad ołtarzem umieszczono, według modelu cysterskiego, trzy okna prezbiterium wypełnione witrażami, zaprojektowanymi przez Carla Almqvista. Motywem ikonograficznym okna środkowego jest Chrystus triumfujący z koroną i księgą życia. Po jednej stronie Chrystusa przedstawiony został św. Paweł, a po drugiej – św. Piotr, patroni diecezji w Strängnäs. W 1987 roku ołtarz poddano renowacji.
Organy w kościele zostały zbudowane w 1913 roku przez zakład organmistrzowski E. A. Setterqvist & Son z Örebro; miały one wówczas 27 głosów. W 1938 roku przeniesiono je z północnego ramienia transeptu na emporę zachodnią. W 1946 roku organy zostały rozbudowane do 32 głosów przez zakład organmistrzowski O. Hammarberg z Göteborga, a w 1991 roku odrestaurowane przez zakład J. Mårtensson z Lund. Mają obecnie 41 głosów. W prezbiterium znajdują się organy 18-głosowe, zbudowane w 1974 roku przez zakład organmistrzowski Troells Krohn.
W wieży wiszą 4 dzwony, z których największy waży 1,2 tony.